# Liste der Bodendenkmäler in Hengersberg
Auf dieser Seite sind die Bodendenkmäler in dem niederbayerischen Markt Hengersberg zusammengestellt. Diese Tabelle ist eine Teilliste der Liste der Bodendenkmäler in Bayern. Grundlage ist die Bayerische Denkmalliste, die auf Basis des Bayerischen Denkmalschutzgesetzes vom 1. Oktober 1973 erstmals erstellt wurde und seither durch das Bayerische Landesamt für Denkmalpflege geführt wird. Die folgenden Angaben ersetzen nicht die rechtsverbindliche Auskunft der Denkmalschutzbehörde.

## Bodendenkmäler in Hengersberg
| Lage       | Objekt | Akten-Nr.     | Bild |
| ---------- | --- | ------------- | ---- |
| (Standort) | Mittelalterlicher Vorgängerbau und untertägige neuzeitliche Teile der katholischen Pfarrkirche St. Nikolaus mit Kirchhof.                                                                                  | D-2-7144-0009 |      |
| (Standort) | Grabhügel vorgeschichtlicher Zeitstellung. | D-2-7244-0002 |      |
| (Standort) | Siedlung vor- und frühgeschichtlicher Zeitstellung. | D-2-7244-0003 |      |
| (Standort) | Mittelalterlicher Burgstall. | D-2-7244-0004 |      |
| (Standort) | Siedlung der Bronze- oder Urnenfelderzeit. | D-2-7244-0005 |      |
| (Standort) | Vorgeschichtliche und mittelalterliche Siedlung. | D-2-7244-0006 |      |
| (Standort) | Siedlung der Bronze- oder Urnenfelderzeit. | D-2-7244-0007 |      |
| (Standort) | Siedlung der Bronze- oder Urnenfelderzeit. | D-2-7244-0008 |      |
| (Standort) | Siedlung der mittleren Bronze- und der Latènezeit sowie des Mittelalters. | D-2-7244-0009 |      |
| (Standort) | Vorgeschichtliche Siedlung. | D-2-7244-0010 |      |
| (Standort) | Handwerksplatz des späten Mittelalters. | D-2-7244-0011 |      |
| (Standort) | Handwerksplatz des späten Mittelalters. | D-2-7244-0012 |      |
| (Standort) | Siedlung der Bronzezeit. | D-2-7244-0013 |      |
| (Standort) | Siedlung und verebneter Graben vor- und frühgeschichtlicher Zeitstellung. | D-2-7244-0014 |      |
| (Standort) | Frühmittelalterliche Reihengräber. | D-2-7244-0015 |      |
| (Standort) | Siedlung des Neolithikums. | D-2-7244-0017 |      |
| (Standort) | Mittelalterlicher Burgstall. | D-2-7244-0020 |      |
| (Standort) | Siedlung des Neolithikums, der Bronze- oder Urnenfelderzeit, der Latènezeit und der Karolingerzeit. | D-2-7244-0021 |      |
| (Standort) | Verebneter vorgeschichtlicher Grabhügel. | D-2-7244-0022 |      |
| (Standort) | Siedlung vor- und frühgeschichtlicher Zeitstellung. | D-2-7244-0023 |      |
| (Standort) | Siedlung vor- und frühgeschichtlicher Zeitstellung. | D-2-7244-0024 |      |
| (Standort) | Siedlung vor- und frühgeschichtlicher Zeitstellung. | D-2-7244-0025 |      |
| (Standort) | Siedlung vor- und frühgeschichtlicher Zeitstellung. | D-2-7244-0026 |      |
| (Standort) | Siedlung vor- und frühgeschichtlicher Zeitstellung. | D-2-7244-0027 |      |
| (Standort) | Siedlung vor- und frühgeschichtlicher Zeitstellung. | D-2-7244-0028 |      |
| (Standort) | Siedlung vor- und frühgeschichtlicher Zeitstellung. | D-2-7244-0029 |      |
| (Standort) | Siedlung vor- und frühgeschichtlicher Zeitstellung und verebnete vorgeschichtliche Grabhügel. | D-2-7244-0030 |      |
| (Standort) | Befestigung des französischen Lagers von 1742. | D-2-7244-0135 |      |
| (Standort) | Vermutlich Gräber der Hallstattzeit. | D-2-7244-0138 |      |
| (Standort) | Mittelalterliche Vorgängerbauten sowie mittelalterliche und neuzeitliche Teile im Bereich der katholischen Kirche Mariae Himmelfahrt auf dem Frauenberg (Frauenbergkirche).                                | D-2-7244-0154 |      |
| (Standort) | Vermutlich mittelalterlicher Vorgängerbau sowie untertägige frühneuzeitliche Teile der katholischen Pfarrkirche St. Michael auf dem Rohrberg an der Stelle eines ehemaligen mittelalterlichen Burgstalles. | D-2-7244-0155 |      |
| (Standort) | Spätgotischer Vorgängerbau der katholischen Pfarrkirche St. Laurentius mit Kirchhof. | D-2-7244-0157 |      |
| (Standort) | Vermutlich mittelalterlicher Vorgängerbau sowie untertägige mittelalterliche und neuzeitliche Teile der katholischen Pfarrkirche St. Peter und Paul mit Kirchhof.                                          | D-2-7244-0159 |      |
| (Standort) | Vorgängerbau der katholischen Kapelle St. Gotthard. | D-2-7244-0166 |      |